# Частная собственность
Ча́стная со́бственность — одна из форм собственности, которая подразумевает защищённое законом право физического или юридического лица, либо их группы на предмет собственности.

## Правовой экскурс
К частной собственности относят: индивидуальную, корпоративную, кооперативную, акционерную, интеллектуальную, авторскую и любую другую негосударственную форму собственности. В то же время государственная собственность тоже подходит под определение частной, поскольку государство является юридическим лицом (с другой стороны в «ГК России Статья 214. Право государственной собственности» юридические лица противопоставляются государству). К частной собственности не относят общественную собственность.
Особой формой частной собственности являлась античная форма собственности, земельные участки при которой могли продаваться, дариться и обмениваться, но только согражданам, при этом государство могло ограничивать размеры земельных участков, находящихся в собственности у граждан. Античная форма собственности была распространена во всех греческих государствах древности, кроме Спарты и Крита, где была установлена государственная собственность на землю. В V—III вв. до н. э. появилась частная собственность и в Риме, где она долгое время сосуществовала с родовой собственностью.
Особой формой частной собственности являлась форма собственности на рабов, утратившая законность в современных правовых системах, но сохранившаяся в криминальном мире. 

### Частная собственность на средства производства
Исследование частной собственности и её влияния на развитие и смену социально-экономических формаций в XIX   веке предприняли классики марксизма. Анализируя книгу французского социалиста П.-Ж. Прудона «Что такое собственность?», Маркс писал:
Уже само заглавие указывало на недостатки книги Прудона. Античные «отношения собственности» были уничтожены феодальными, а феодальные — «буржуазными». Сама история подвергала таким образом критике отношения собственности прошлого.
Собственность на средства производства характеризует сущность социально-экономических отношений, господствующих в данном обществе, утверждал Карл Маркс. Она определяет форму, посредством которой рабочая сила приводит в действие средства производства и осуществляет процесс труда, создавая в этом процессе прибавочную стоимость, присваиваемую затем господствующим классом. «Каковы бы ни были общественные формы производства, рабочие и средства производства всегда остаются его факторами. Но, находясь в состоянии отделения друг от друга, и те и другие являются его факторами лишь в возможности. Для того чтобы вообще производить, они должны соединиться. Тот особый характер и способ, каким осуществляется это соединение, отличает различные эпохи общественного строя».
Изучая преимущественно буржуазную собственность, Маркс тем не менее чётко определил её связь с товарным и капиталистическим производством и прямо указал: в той мере, в какой товарное производство превращается в капиталистическое, в той же самой мере собственность товарного производства превращается в закон капиталистического присвоения: «Частная собственность, основанная на личном труде, вытесняется капиталистической частной собственностью, основанной на эксплуатации чужого труда, на труде наемном».
Право частной собственности в правовой системе — одно из фундаментальных личных прав и рассматривается в области имущественного права.

## Особенности частной собственности
Частный собственник вправе поступать со своей собственностью по своему усмотрению (продавать, дарить, завещать и т. п.) без согласования с публичными властями (государственными или муниципальными органами, их представителями). Потому иногда частная собственность рассматривается как противоположность государственной и муниципальной собственности.
Институты частной собственности по мере развития общества усложняются, но она является неотъемлемою частью рыночной экономики.
Переход права собственности на имущество из государственной (муниципальной) в частную собственность называется приватизацией. Обратный переход называется национализацией.
Марксизм противопоставляет личную собственность на средства потребления — собственности на средства производства, обеспечивающей власть распределения результатов общественного труда: при капитализме частная собственность на средства производства обеспечивает накопление капитала; при коммунизме с общественной собственностью на средства производства пропадает эксплуатация человека человеком, а результаты труда распределяются между всеми членами общества всё более справедливо, обеспечивая цель: создание условий для развития всех членов общества.

## В дореволюционной России
В Великом Княжестве Московском существовала собственность великого князя, собственность удельных князей и собственность бояр — вотчины. Помещики не являлись собственниками своих поместий, поместья принадлежали великому князю, а помещики являлись её держателями. Указ о единонаследии, изданный в 1714 году, приравнивая поместья к вотчине, фактически тем самым объявлял поместья частной собственностью дворян-помещиков. Позже в течение XVIII века было разрешено владеть землей на правах частной собственности представителям других сословий — купечества, однодворцам и государственного крестьянства. 
Также практиковалась де-факто продажа и покупка крестьян помещиками, несмотря на формальное отсутствие у вторых права собственности на первых.

## Частная собственность в СССР
В СССР происходило разделение понятий личная и частная собственность. Основное различие заключалось в недопустимости нахождения в частной собственности общественных по трудовому вкладу средств производства. Также понятие частной собственности противопоставлялось понятию государственной собственности.
Связано это было с пониманием частной собственности как вида собственности, при которой часть общественной собственности отчуждается из общественного владения в пользу частного собственника и используется для узаконенного грабежа тех, кто на самом деле создает материальные блага в пользу формального владельца частной собственности на средства производства. Это проиллюстрировано в статьях 9 и 10 Конституции СССР 1936 г.:

Статья 9. Наряду с социалистической системой хозяйства, являющейся господствующей формой хозяйства в СССР, допускается
законом мелкое частное хозяйство единоличных крестьян и кустарей, основанное на личном труде и исключающее эксплуатацию чужого
труда.
Статья 10. Право личной собственности граждан на их трудовые доходы и сбережения, на жилой дом и подсобное домашнее хозяйство, на предметы домашнего хозяйства и обихода, на предметы личного потребления и удобства, равно как право наследования личной собственности граждан — охраняются законом.

Разделение частной и личной собственности принято в социалистических теориях, включая марксизм и анархизм.
Такое понимание частной собственности и употребление собственных терминов, определяющих каким-либо образом частную собственность, характерно для левого крыла анархизма: социальный анархизм, анархо-максимализм, анархо-коммунизм, анархо-коллективизм, а также для партий и движений коммунистов левых коммунистов, ортодоксальных коммунистов, значительной части социал-демократов, некоторых социалистов. В правом крыле анархизма таких течений как анархо-индивидуализм, анархо-капитализм, либертарианство, национал-анархизм и др. понятие частной собственности обычно вообще не используется в теории.
В системе Общего права англосаксонской правовой семьи личной собственностью называют движимое имущество.

## Частная собственность в России
Восстановление института частной собственности в России произошло в 1990 году.
В России частная собственность является одной из форм собственности, определённой в Конституции (ч. 2 ст. 8: «в Российской Федерации признаются и защищаются равным образом частная, государственная, муниципальная и иные формы собственности») и Гражданском кодексе (п. 1 ст. 212: «В Российской Федерации признаются частная, государственная, муниципальная и иные формы собственности»).
Законодательство Российской Федерации предусматривает исключение из частной собственности некоторых видов имущества, «которое в соответствии с законом не может принадлежать гражданам или юридическим лицам».

## Частная собственность в Китае
Формально, в Китае с 2007 года декларирована частная собственность наравне с государственной практически в полной мере, включая право наследования, но за исключением частной собственности на землю.